# Gustaw Bychowski
Gustaw Bychowski (ur. 21 sierpnia 1895 w Warszawie, zm. 3 kwietnia 1972 w Fezie) – polski i amerykański lekarz psychiatra, jeden z pierwszych polskich psychoanalityków.

## Życiorys
Urodził się w rodzinie żydowskiej jako syn Zygmunta Bychowskiego (1865–1934) i Gizeli z domu Horwitz (1873–1937). Miał brata Jana (1901–1917) i siostrę Martę, zamężną Osnos (1907–1990). Uczęszczał do gimnazjum Konopczyńskiego w Warszawie, gdzie jego kolegami byli Stefan Srebrny i Stefan Glass. Następnie przez rok uczył się w gimnazjum w Sankt Petersburgu w celu uzyskania rosyjskiej matury, uprawniającej do studiów zagranicznych. Studiował na Uniwersytecie Wiedeńskim, Uniwersytecie w Lozannie i Uniwersytecie w Zurychu. Tytuł doktora medycyny otrzymał na podstawie dysertacji Zur Psychopathologie der Brandstiftung w Zurychu w 1919 roku.
W Polsce znany był ze swojej psychoanalitycznej teorii sztuki. Jego książka Słowacki i jego dusza. Studium psychoanalityczne (Wydawnictwo J. Mortkowicza 1930, wznowiona w 2002 przez Universitas) była pierwszą w Polsce znaczącą próbą zastosowania psychoanalizy do interpretacji dzieła literackiego. Bychowski analizował poezję Słowackiego w kontekście jego biografii i rozwoju duchowego, a zwłaszcza jego relacji z matką.
W 1935 habilitował się na Uniwersytecie Warszawskim pod kierunkiem Jana Mazurkiewicza i wykładał psychopatologię. W 1939 wyemigrował do Stanów Zjednoczonych. Zmarł w 1972 roku podczas urlopu w Maroku.
Jego synem był Jan Ryszard Bychowski (1921–1943), kolega szkolny Krzysztofa Kamila Baczyńskiego z Gimnazjum Batorego, który zginął zestrzelony w locie nad Niemcami w 1943 jako lotnik Polskich Sił Powietrznych na Zachodzie.

## Wybrane prace
- Zur Psychopathologie der Brandstiftung. Zurich: O. Fussli, 1919
- Zur Psychopathologie der Brandstiftung. Schweizer Archiv für Neurologie und Psychiatrie 5, s. 29–55, 1919
- Ueber das Fehlen der Wahmehmung der eigenen Blindheit bei zwei Kriegsverletzten. Neurologisches Centralblatt 39, s. 354-357, 1920
- Wissenschaft und Anthroposophie. Bemerkungen zum Aufsatz von Glaus ueber die anthroposophischen Kurse in Dornach. Schweizerische medizinische Wochenschrift 16, s. 377–378, 1921
- Autismus und Regression in modernen Kunstbestrebungen. Allgemeine Zeitschrift für Psychiatrie und psychisch-gerichtliche Medicin 78, s. 102–121, 1922
- Eine Gesichtsillusion als Ausdruck der ambivalenten Ubertragung. Int. Zsch. Psychoanal. 8, s. 337-339, 1922
- G. Bychowski, E. Sternschein. Zur Kenntnis der Beziehungen zwischen den corticalen Ausfallserscheinungen und dem Allgemeinzustand des Gehirns. „Zeitschrift für die gesamte Neurologie und Psychiatrie”. 85 (1), s. 68–77, 1923. DOI: 10.1007/BF02869620.
- Gustav Bychowski. Zur Wirkung großer Cocaingaben auf Schizophrene. „Monatsschrift für Psychiatrie und Neurologie”. 58 (6), s. 329–344, 1925. DOI: 10.1159/000166385.
- Zur Frage nach den Beziehungen zwischen der Psyche und dem weiblichen Genitalsystem. Monatsschrift für Psychiatrie und Neurologie 59, s. 209-214, 1925
- Schizofrenja w świetle psychoanalizy. Rocznik Psychjatryczny 5, s. 49–78, 1927
- W sprawie psychoterapji schizofrenji. Rocznik Psychjatryczny 8, s. 57-69, 1928
- Ueber Psychotherapie der Schizophrenie. Der Nervenarzt 1(8), s. 478–487, 1928
- Słowacki i jego dusza. Studium psychoanalityczne. Warszawa-Kraków: Wydawnictwo J. Mortkowicza, 1930
- O wychowaniu seksualnem. Warszawa: Polskie Towarzystwo Eugeniczne, 1930
- Marcel Proust als Dichter der psychologischen Analyse. Psychoanal. Bewegung 4, s. 323-344, 1932
- O pewnych zagadnieniach schizofrenji w świetle patologji mózgowej. Rocznik Psychjatryczny 21, s. 28–44, 1933
- Psychoanaliza na usługach wychowania dzieci moralnie zaniedbanych. Szkoła Specjalna 11 (2/4), 1934/1935
- Przestępca w świetle psychoanalizy. Rocznik Psychjatryczny 24, s. 30–52, 1935
- Certain Problems of Schizophrenia in the Light of Cerebral Pathology. Journal of Nervous and Mental Disease 81 (3), s. 280-298, 1935
- O legastenji, 1935
- Zasady analizy psychiatrycznej zaburzeń ogniskowych. Rocznik Psychjatryczny 25, 110–134, 1936
- Rozmowa z Freudem. Wiadomości Literackie 20 (652), s. 4, 10.4.1936
- Bychowski G., Kaczyński M., Konopka C., Szczytt K. Doświadczenia i dotychczasowe wyniki leczenia insuliną chorób psychicznych. Rocznik Psychiatryczny 28, s. 105–135, 1936
- Frontalsyndrome und Parietookzipitalsyndrome. Jahrbücher für Psychiatrie und Neurologie 54, s. 283–311, 1937
- O diencefalozach. Warszawskie Czasopismo Lekarskie 15 (5, 6), 1938
- Physiology of schizophrenic thinking. Journal of Nervous and Mental Disease 98, s. 368–386, 1942
- The spiritual background of Hitlerism. Journal of Criminal Psychopathology 4, s. 579–598, 1942
- Disorders In The Body-image In The Clinical Pictures Of Psychoses. Journal of Nervous and Mental Disease 97(3), s. 310–335, 1943.
- Some aspects of shock therapy: the structure of psychosis. Journal of Nervous and Mental Disease 102, s. 338-356, 1945
- Dictators and Disciples from Caesar to Stalin; A Psychoanalytic Interpretation of History. New York: International Universities Press, 1948
- On neurotic obesity. Psychoanalytic Review 37, s. 301–319, 1950
- Psychotherapy of Psychosis. New York: Grune and Stratton, 1952
- Specialized Techniques in Psychotherapy. New York: Basic Books, 1952
- Obsessive compulsive façade in schizophrenia. International Journal of Psychoanalysis 47, s. 189–197, 1966
- Evil in Man: The Anatomy of Hate and Violence. New York: Grune and Stratton, 1968